# Parti révolutionnaire du peuple éthiopien

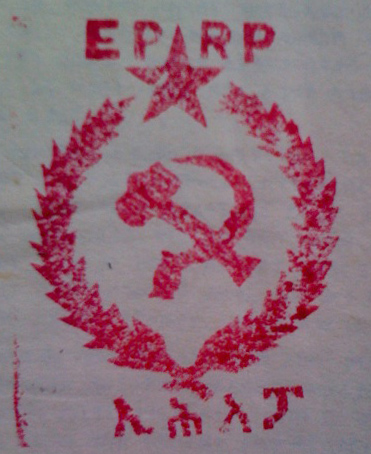
Emblème du Parti révolutionnaire du peuple éthiopien.

Le parti révolutionnaire du peuple éthiopien (PRPE), est un parti politique d'Éthiopie actif entre 1970 et 1977. Il est également connu sous le nom de « Ihapa » qui est l'acronyme de yäItyop'ya Həzbawi Abyotawi Party (የኢትዮጵያ ሕዝባዊ አብዮታዊ ፓርቲ) en langue amharique, ou Ethiopian People's Revolutionary Party (EPRP) en anglais.

## Histoire
Le PRPE apparaît au début des années 1970, à partir d'une fraction du mouvement étudiant qui quitte le parti socialiste pan-éthiopien MEISON.
Ce parti marxiste est, avec d'autres dont le MEISON, un acteur de la révolution qui renverse l'empereur Haïlé Sélassié Ier et entraîne l'abolition de la monarchie en 1974. Par la suite, ces deux partis soutiennent le Derg, gouvernement militaire dont le chef devient Mengistu Haile Mariam.
À partir de 1976, le PRPE s'éloigne du Derg, qui reste soutenu par le MEISON. Le PRPE proclame que le Derg s'écartait de la démocratie populaire et qu'il avait détourné la révolution. Le conflit prend un tour violent, avec des affrontements armés, des attaques sur des bâtiments publics, des manifestations et des grèves. Cette violence atteint son apogée lorsque Mengistu Haile Mariam fait l'objet d'une tentative ratée d'assassinat le 23 septembre 1976. Le docteur Fikre Merid, un membre modéré du bureau politique du Derg venu du MEISON est assassiné la semaine suivante.
En riposte, le Derg condamne le PRPE pour s'être engagé dans une campagne qualifiée de terreur blanche, et met en œuvre une politique de répression systématique et brutale contre les membres et soutiens du parti. Il promettait que, pour chaque révolutionnaire tué, cent contre-révolutionnaires seraient exécutés. Durant ce que l'on appelle la terreur rouge, les actions engagées contre le PRPE et d'autres opposants politiques en 1977 et 1978 conduisent effectivement à la disparition de toute opposition politique au Derg, en dehors des mouvements indépendantistes armés en Érythrée et au Tigray. De nombreux militants du PRPE puis du MEISON sont alors tués ou emprisonnés pour une durée variable comme Theodore Bekele (en), un dirigeant syndical, et Haile Fida (en), du bureau politique du Derg venu lui aussi du MEISON.
Le PRPE est dissous à la fin de l'année 1977. Aujourd'hui, les anciens du parti sont pour beaucoup membres des forces démocratiques éthiopiennes unies[réf. nécessaire].